# Scarlett Mew Jensen
Scarlett Mew Jensen (Hackney, 31 dicembre 2001) è una tuffatrice britannica, vincitrice di un bronzo olimpico.

## Biografia
Mew Jensen vince la prima medaglia a livello internazionale nel 2023 ai campionati mondiali di Fukuoka classificandosi seconda nel trampolino 3 metri sincro femminile insieme a Yasmin Harper, dietro solo alla coppia cinese Chang Yani e Chen Yiwen.
L'anno seguente in febbraio partecipa ai mondiali di Doha vincendo l'oro a squadre ed il bronzo, ancora nel sincro 3 m, sempre con Harper.
Ad agosto rappresenta la Gran Bretagna ai Giochi olimpici estivi di Parigi 2024, chiudendo al terzo posto nel sincro 3 m, ancora con Yasmin Harper.

## Palmarès
- Giochi olimpici

Parigi 2024: bronzo nel sincro 3m.
- Mondiali

Fukuoka 2023: argento nel sincro 3m.
Doha 2024: oro nella gara a squadre, bronzo nel sincro 3m.
Singapore 2025: argento nel sincro 3m.